# Акт о лучшем управлении Индией
Акт о лучшем управлении Индией (англ. An Act for the Better Government of India) — акт Парламента Великобритании, принятый 2 августа 1858 года, которым функции управления Индией были переданы от Ост-Индской компании Британской короне.

## Предыстория
В 1857 году в Индии произошло восстание сипаев, которое вызвало большой резонанс в Великобритании и привлекло внимание к ситуации в Индии. Стала очевидной необходимость изменения системы управления, и премьер-министр Великобритании лорд Пальмерстон внёс в парламент билль о передаче управления Индией от Ост-Индской компании Британской короне.

## Основные положения

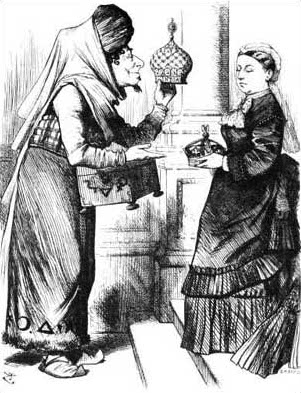
«Меняю старую корону на новую» — Дизраэли подносит королеве Виктории корону Индийской империи

- Компания лишается прав на территории в Индии, власть над ними передаётся Королеве.
- Все права Совета директоров Компании переходят к Государственному секретарю Её величества. Для помощи Государственному секретарю создаётся Совет из 15 членов, который становится консультативным органом по вопросам, связанным с Индией.
- Британская Корона назначает Генерал-губернатора Индии и губернаторов Президентств.
- Под контролем Государственного секретаря создаётся Индийская гражданская служба.
- Вся собственность Компании передаётся Короне. Корона берёт на себя обязательства Компании по всем договорам и контрактам.[1]

## Итоги
Акт о лучшем управлении Индией сыграл огромную роль в индийской истории: он явился той вехой, с которой началось существование Индии как британской колонии.